# Earophila spilosaria
Earophila spilosaria är en fjärilsart som beskrevs av Walker 1863. Earophila spilosaria ingår i släktet Earophila och familjen mätare. Inga underarter finns listade i Catalogue of Life.